# 日本国有鉄道の地方機関
日本国有鉄道の地方機関は、日本国有鉄道の「従たる事務所」として設置されていた鉄道管理局などの地方機関について述べる。
本記事では地方機関に関連する日本国有鉄道の現業機関制度、および帝国鉄道会計により帝国鉄道庁、鉄道院および鉄道省が直営していた時代に設置された地方機関についても述べる。
国の公共企業体として1949年に設立された日本国有鉄道では、主に従たる事務所として「鉄道管理局」等が置かれた。またそれらを地方単位で統轄する上位機関は、時期に応じて様々な経過を辿り、「支配人」「支社」「総局」など多々の組織改編がなされた。1987年3月時点で、全国に30の鉄道管理局および総局が設置されていた。

## 地方機関の変遷
以下は本稿で述べた主な各地方機関の変遷を一覧図にしたものである。
| 帝国鉄道庁 (1907-1908)     | 鉄道院 (1908-1920)     | 鉄道院 (1908-1920)                | 鉄道省 (1920-1943)                | 鉄道省 (1920-1943) | 運輸通信省 鉄道総局 (1943-1945) | 運輸省 鉄道総局 (1945-1949) | 日本国有鉄道 (1949-1987) | 日本国有鉄道 (1949-1987)                                 | 日本国有鉄道 (1949-1987)     | 日本国有鉄道 (1949-1987)     | 日本国有鉄道 (1949-1987)               | 日本国有鉄道 (1949-1987)               | 日本国有鉄道 (1949-1987)               |
| -------------------------- | ---------------------- | --------------------------------- | --------------------------------- | ------------------ | ------------------------------- | --------------------------- | ------------------------ | -------------------------------------------------------- | ---------------------------- | ---------------------------- | -------------------------------------- | -------------------------------------- | -------------------------------------- |
|                            | 鉄道管理局 (1908-1920) | 鉄道管理局 (1908-1920)            | 鉄道局 (1920-1950)                | 鉄道局 (1920-1950) | 鉄道局 (1920-1950)              | 鉄道局 (1920-1950)          | 鉄道局 (1920-1950)       | 運輸支配人 営業支配人 (1950-1952)                        | 総支配人 (1952-1957)         | 支社 (1957-1970)             | 支社 (1957-1970)                       | 総局 (1970-1987)                       | 総局 (1970-1987)                       |
| 帝国鉄道管理局 (1907-1908) | 鉄道管理局 (1908-1920) | 鉄道管理局 (1908-1920)            | 鉄道局 (1920-1950)                | 鉄道局 (1920-1950) | 鉄道局 (1920-1950)              | 鉄道局 (1920-1950)          | 鉄道局 (1920-1950)       | 運輸支配人 営業支配人 (1950-1952)                        | 総支配人 (1952-1957)         | 支社 (1957-1970)             | 支社 (1957-1970)                       | 駐在理事室 輸送計画室 (1970-1985)      |                                        |
|                            |                        | 運輸事務所 保線事務所 (1907-1942) | 運輸事務所 保線事務所 (1907-1942) | 管理部 (1942-1950) | 管理部 (1942-1950)              | 管理部 (1942-1950)          | 管理部 (1942-1950)       |                                                          | 鉄道管理局 (1950-1987)       | 鉄道管理局 (1950-1987)       | 鉄道管理局 (1950-1987)                 | 鉄道管理局 (1950-1987)                 |                                        |
| 営業事務所 (1907-1908)     |                        | 運輸事務所 保線事務所 (1907-1942) | 運輸事務所 保線事務所 (1907-1942) | 管理部 (1942-1950) | 管理部 (1942-1950)              | 管理部 (1942-1950)          | 管理部 (1942-1950)       | 地方営業事務所 地方経理事務所 地方資材事務所 (1950-1952) | 鉄道管理局 (1950-1987)       | 鉄道管理局 (1950-1987)       | 鉄道管理局 (1950-1987)                 | 鉄道管理局 (1950-1987)                 |                                        |
| 出納事務所 (1907-1913)     |                        | 運輸事務所 保線事務所 (1907-1942) | 運輸事務所 保線事務所 (1907-1942) | 管理部 (1942-1950) | 管理部 (1942-1950)              | 管理部 (1942-1950)          | 管理部 (1942-1950)       | 地方営業事務所 地方経理事務所 地方資材事務所 (1950-1952) | 鉄道管理局 (1950-1987)       | 鉄道管理局 (1950-1987)       | 鉄道管理局 (1950-1987)                 | 鉄道管理局 (1950-1987)                 |                                        |
| （現業機関）               | （現業機関）           | （現業機関）                      | （現業機関）                      | （現業機関）       | （現業機関）                    | （現業機関）                | （現業機関）             | 地方自動車事務所 (1950-1968)                             | 地方自動車事務所 (1950-1968) | 地方自動車事務所 (1950-1968) | 地方自動車局・地方自動車部 (1968-1987) | 地方自動車局・地方自動車部 (1968-1987) | 地方自動車局・地方自動車部 (1968-1987) |
|                            |                        |                                   |                                   |                    |                                 |                             |                          |                                                          |                              |                              |                                        |                                        |                                        |

## 鉄道管理局

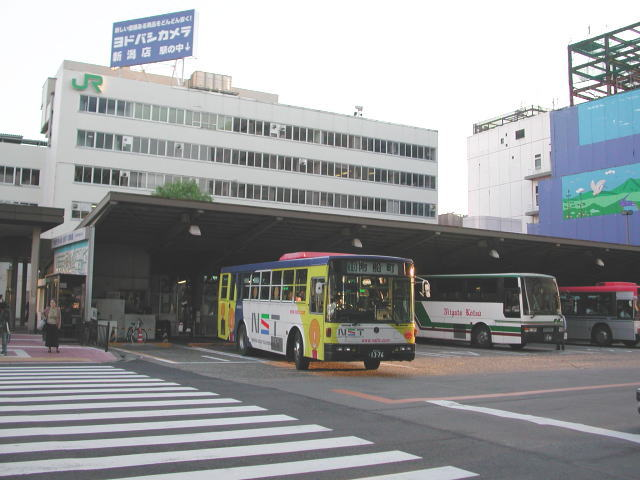
新潟鉄道管理局庁舎（新潟駅万代口駅舎、のちJR東日本新潟支社、JR貨物関東支社新潟支店、現存せず）

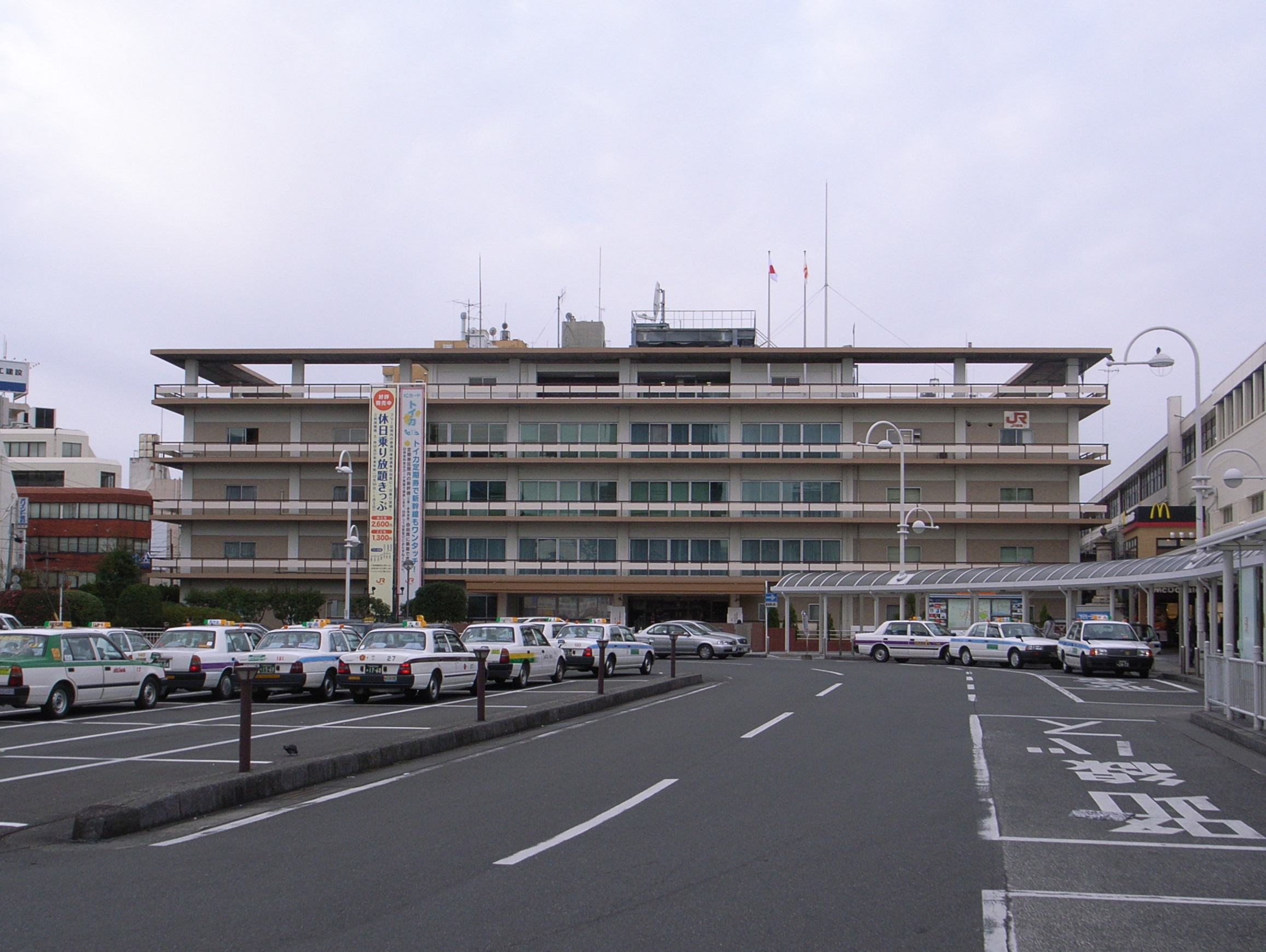
静岡鉄道管理局庁舎（現・JR東海静岡支社、JR貨物東海支社静岡支店）

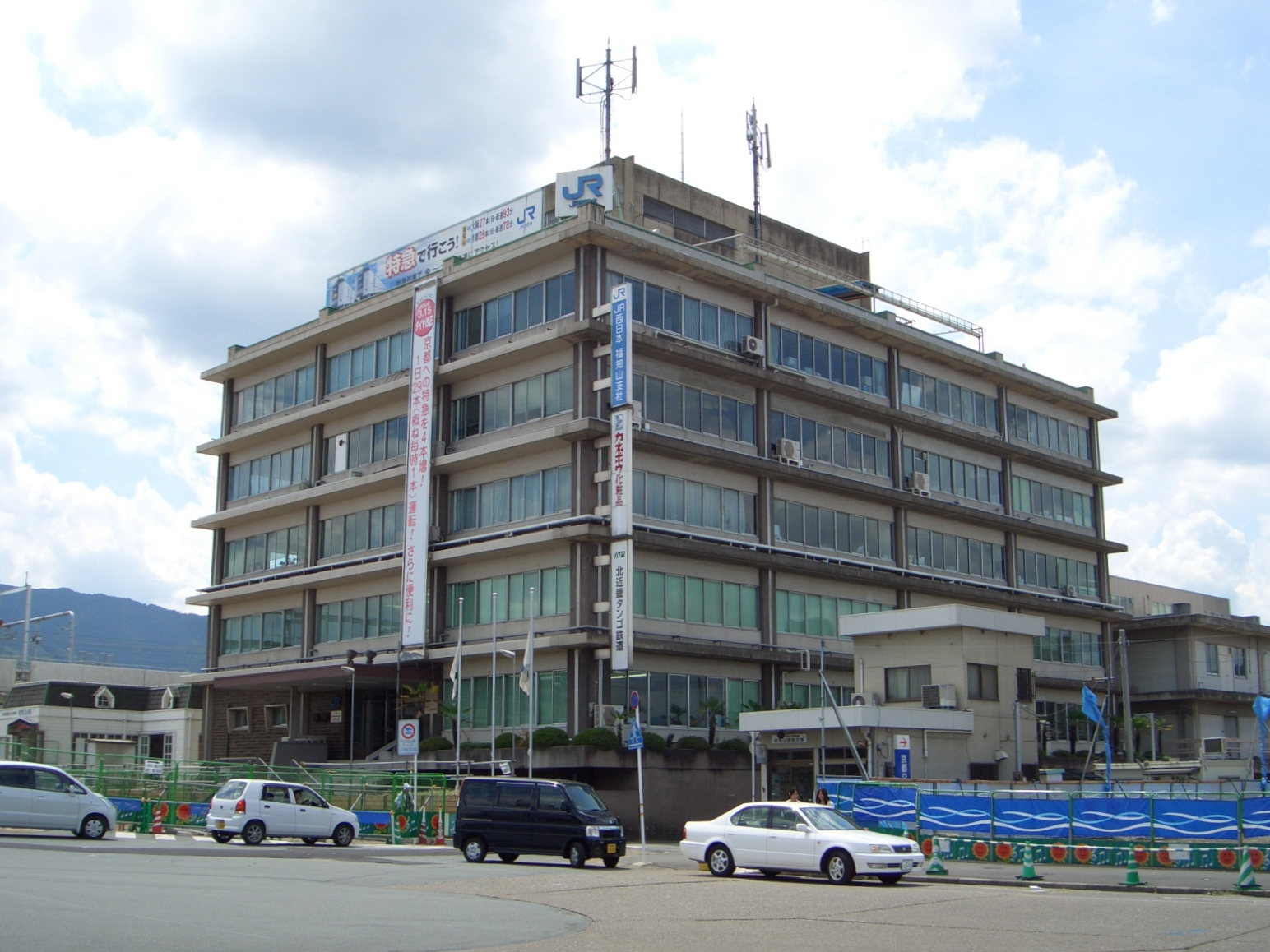
福知山鉄道管理局庁舎（現・JR西日本福知山ビル）

鉄道管理局は、日本国有鉄道法で日本国有鉄道の従たる事務所と定められた地方機関で、現在の各旅客・貨物鉄道の支社および支店に相当する。現業機関の上位に置かれ、本社と各現業機関との調整・監督を担当した。
鉄道省時代の太平洋戦争中、鉄道局の下に設けた「管理部」（1942年〈昭和17年〉9月11日発足）を再編するために設けられた。1950年（昭和25年）1月1日に北海道（釧路・旭川・札幌）、同年4月1日に四国でそれぞれ管理局制を試行したのち、同年8月1日の地方組織改正で誕生。全国47カ所の管理部および鉄道局を27鉄道管理局に再編した。
発足時点での地方機関は米国流の組織体系にならって業務別の縦割り組織とされ、鉄道輸送業務を行う鉄道管理局のほか、地方営業事務所（営業業務）、地方経理事務所（経理業務）、地方資材事務所（資材業務）、自動車事務所（自動車輸送業務）の各機関が発足した。のち、講和直後に実施した1952年（昭和27年）8月5日の組織改正で、自動車事務所を除く各事務所が鉄道管理局に統合された。
高度経済成長期の首都圏の輸送量急増を受け、1969年（昭和44年）3月1日に東京鉄道管理局を東京北、東京南、東京西の3局（東京3局）に分割した。一方、支社制度時代に新潟、広島、四国の3鉄道管理局が廃止されて支社に統合されたが、1970年（昭和45年）8月14日の支社制度廃止で、新潟、中国の両支社は旧称の鉄道管理局に改称した。また、札幌、門司の各鉄道管理局は1985年（昭和60年）3月20日に北海道、九州の各総局に統合された。札鉄局は北海道総局発足時から1976年（昭和51年）12月1日の道総局組織改正までの期間も総局に統合されている。
1987年（昭和62年）4月1日の分割民営化に備え、同年3月1日に全国14路線で鉄道管理局の「局界」を各承継会社の予定エリアに合わせて変更した。

### 鉄道管理局の組織
鉄道管理局の組織機構は国鉄末期には以下の7部33課を標準としたが、小規模局では4部体制とするなど、局の規模によって違いがあった。各部課は対応する本社部局の地方出先機関として関係現業機関を所轄するとともに、局内他部課と連携して管内業務の調整を行った。
| 総務部     | 経理部 | 営業部     | 運転部   | 施設部     | 電気部 | 事業開発部 |
| ---------- | ------ | ---------- | -------- | ---------- | ------ | ---------- |
| 企画室     | 主計課 | 総務課     | 総務課   | 総務課     | 総務課 | 総務課     |
| 文書課     | 会計課 | 旅客課     | 列車課   | 契約用地課 | 電力課 | 開発課     |
| 法務課     | 審査課 | 貨物課     | 保安課   | 保線課     | 変電課 |            |
| 人事課     | 調度課 | 公安課     | 機関車課 | 工事課     | 信号課 |            |
| 能力開発課 |        |            | 客貨車課 | 建築課     | 通信課 |            |
| 労働課     |        | 踏切保安課 |          |            |        |            |

## 鉄道管理局の統括機関

### 地方支配人・地方総支配人制度

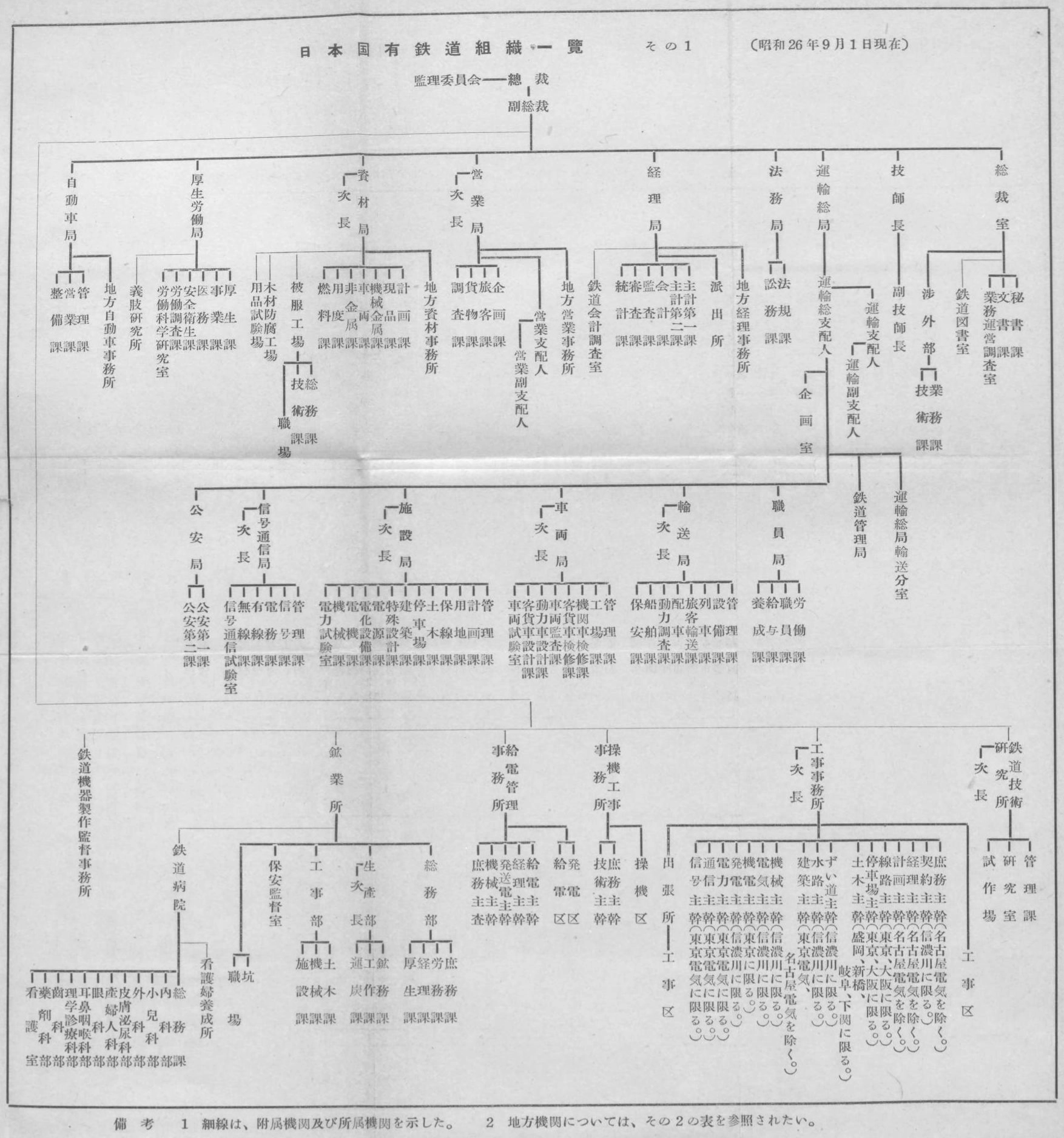
地方支配人時代の国鉄組織図（1951年9月1日時点）

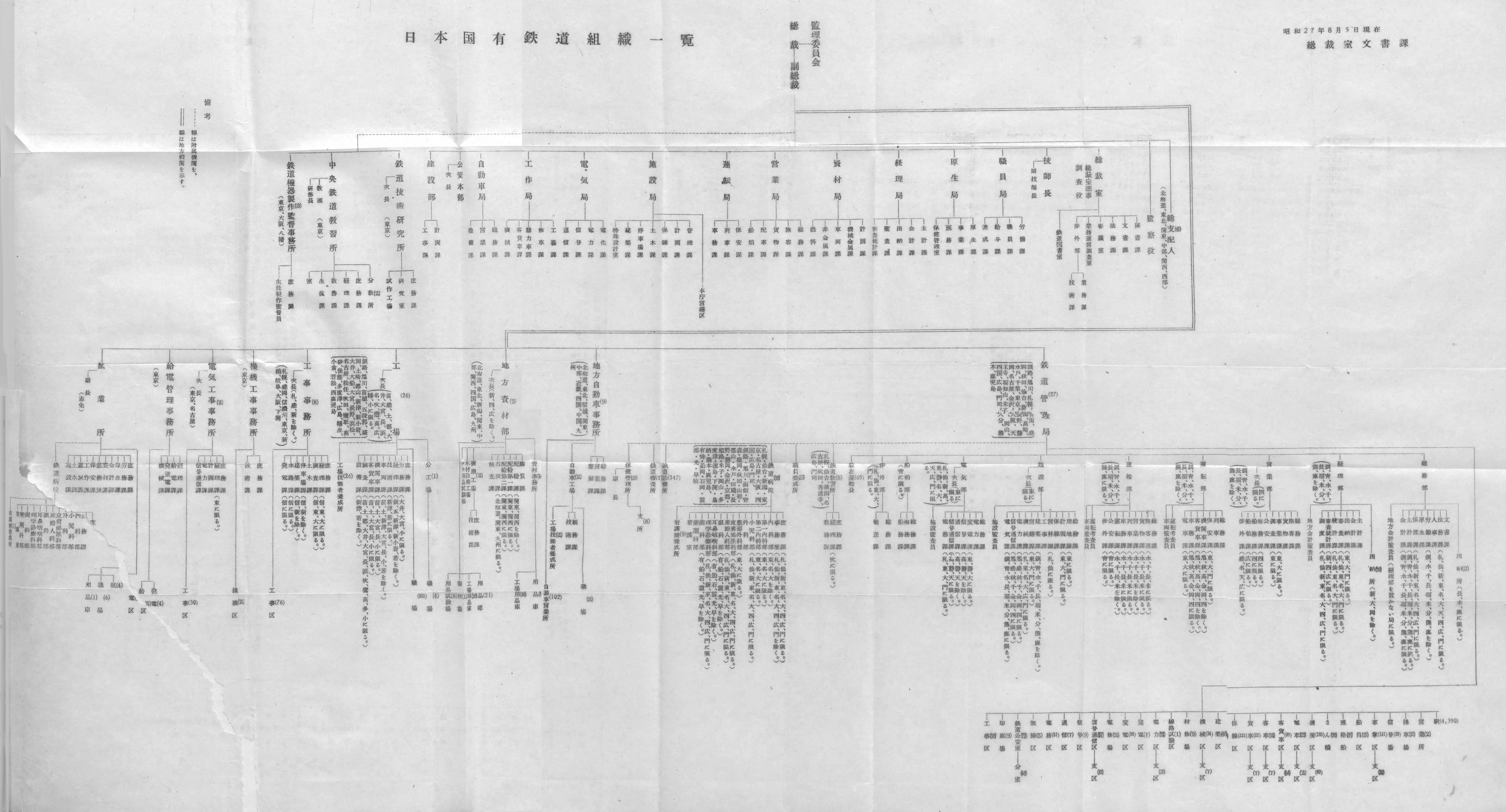
総支配人時代の国鉄組織図（1952年8月5日時点）

運輸省から承継した鉄道局に代わって地方単位で地方機関を統括する責任者として1950年8月1日、地方運輸支配人と地方営業支配人を設置した。運輸支配人は本社運輸総支配人直属で管内の鉄道管理局を、営業支配人は本社営業局長直属で管内の地方営業事務所を所管した。このほか地方支配人を介さない本社経理局長直属の地方経理事務所、本社資材局長直属の地方資材事務所、本社自動車局長直属の地方自動車事務所をそれぞれ設置した。
1952年8月5日の組織改正で、地方自動車事務所を除く営業、経理、資財の各地方事務所を鉄道管理局に統合し、同時に運輸支配人、営業支配人に代わって各鉄道管理局を管轄する本社直属の管理者として、北海道総支配人・東北総支配人・関東総支配人・中部総支配人・関西総支配人・西部総支配人の6地方総支配人を設置した。

### 支社制度

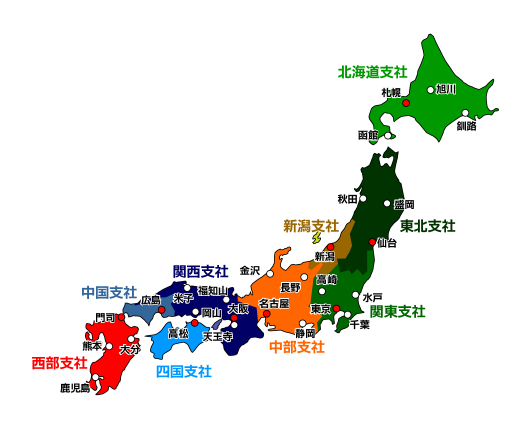
支社管轄図（9支社時代）

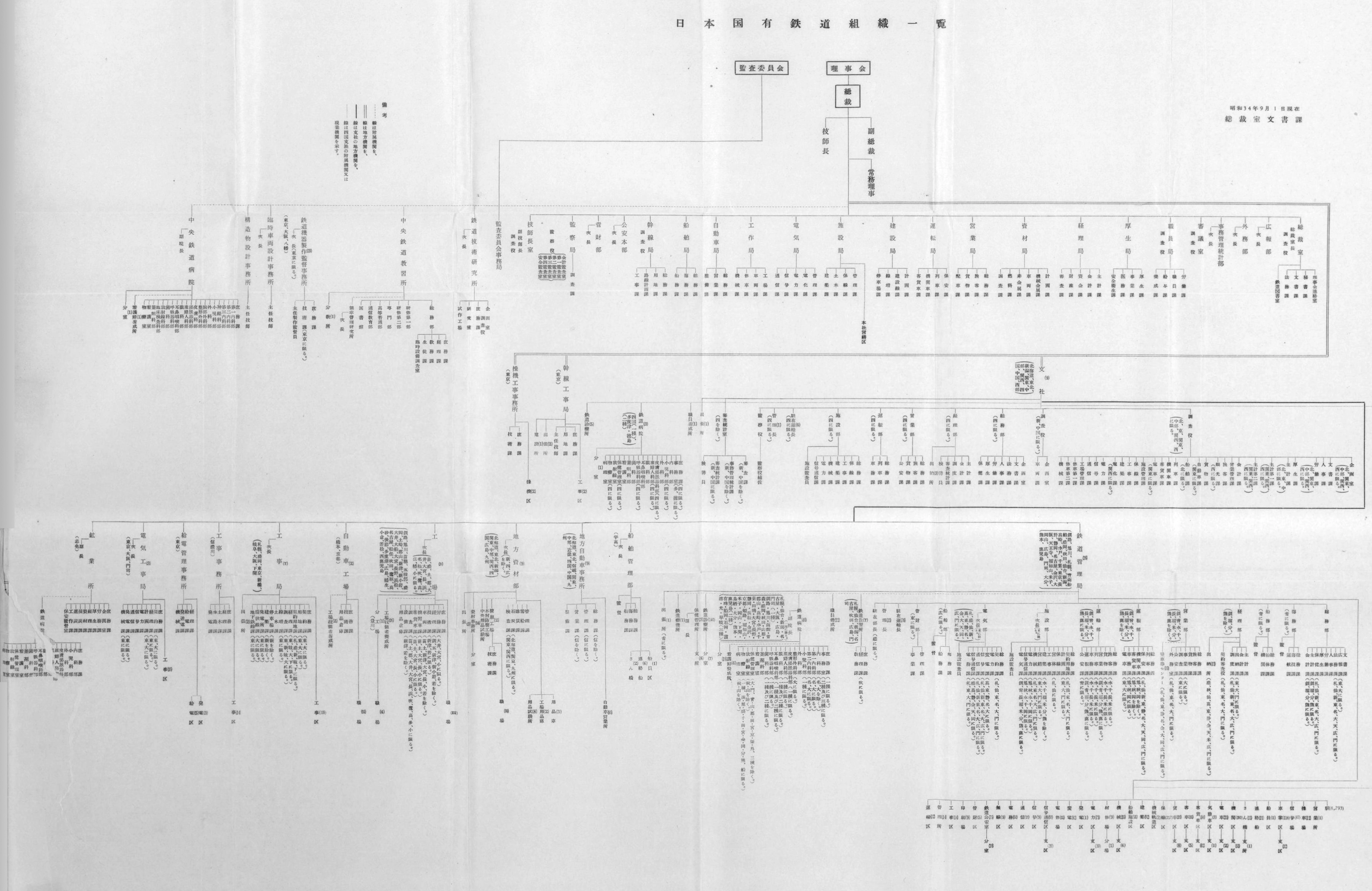
支社時代の国鉄組織図（1959年9月1日時点）

十河信二総裁時代の1957年1月16日、本社から地方への大幅な権限委譲を行うために、総支配人制度を再編して発足したもので、北海道・東北・関東・中部・関西・西部の6支社を設置。のちの分割民営化構想のモデルとなった。
その後、1959年に新潟（関東支社から分離）、中国（西部支社から分離）、四国（関西支社から分離）の3支社を新設し、北海道（札幌・旭川・釧路・青函）、東北（盛岡・秋田・仙台）、関東（水戸・東京・千葉・高崎）、新潟（新潟）、中部（名古屋・静岡・長野・金沢）、関西（大阪・天王寺・福知山・岡山・米子）、中国（広島）、四国（四国）、西部（門司・熊本・鹿児島・大分）の9支社体制となった。
1支社1鉄道管理局の新潟、中国、四国の3支社は、管内の鉄道管理局を廃止して業務を統合した。また東海道新幹線開業に備え、1964年に東海道新幹線支社が発足。西部支社は1968年2月1日の組織改正で九州支社に改称した。
後年、当初の狙いとは逆に組織肥大を招いていると国会などで批判を受け、また、通信インフラの整備もあり、本社組織再編に合わせて1970年8月14日に廃止。北海道支社、四国支社、九州支社と東海道新幹線支社は総局に移行したほか、本州には新たに輸送計画室（東北・中部・関西）、駐在理事室（仙台・名古屋・大阪）を置いた。

### 総局制度

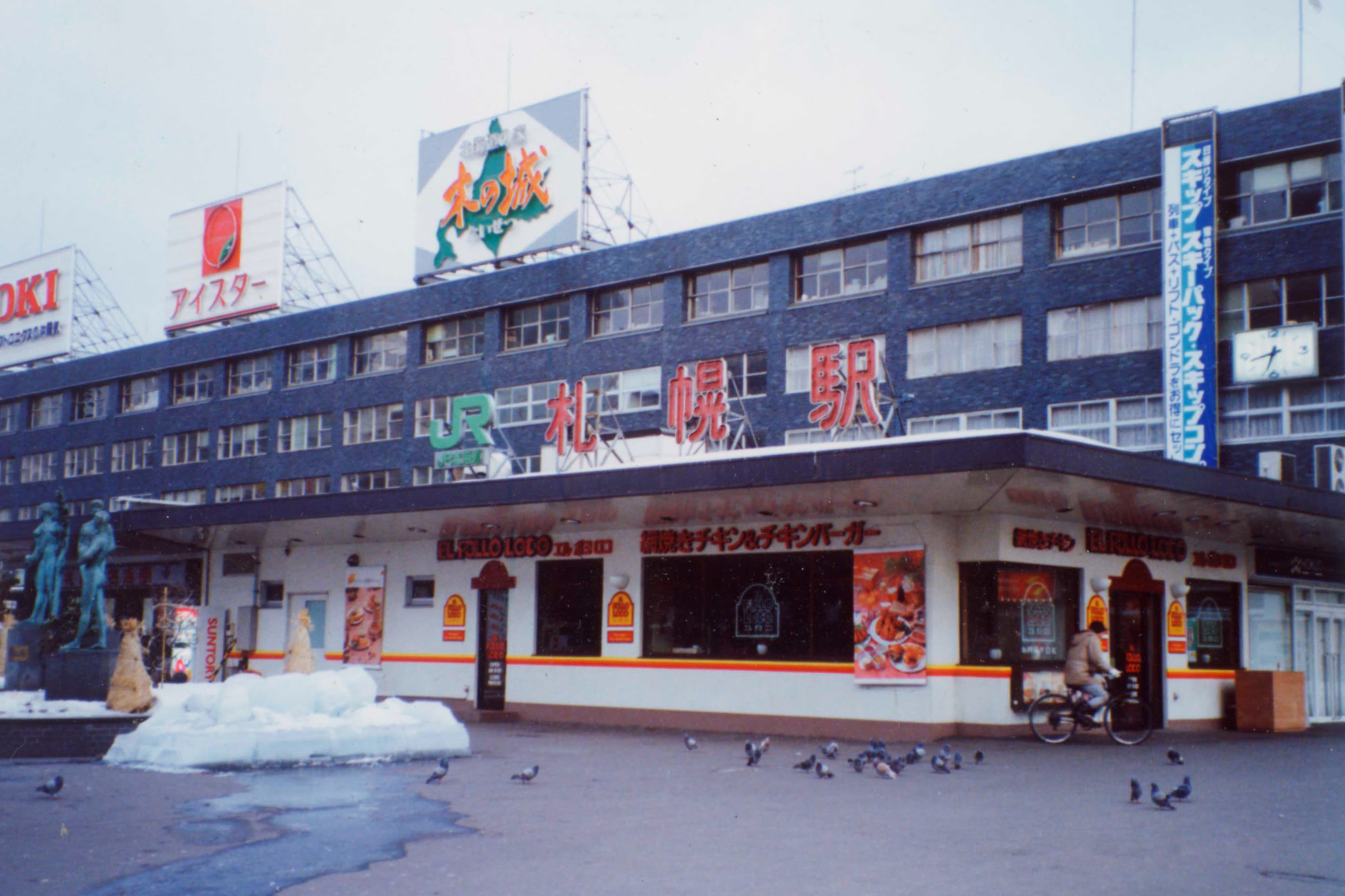
北海道総局庁舎（旧・札幌駅駅舎。のちJR北海道本社、JR貨物北海道支社。現存せず）

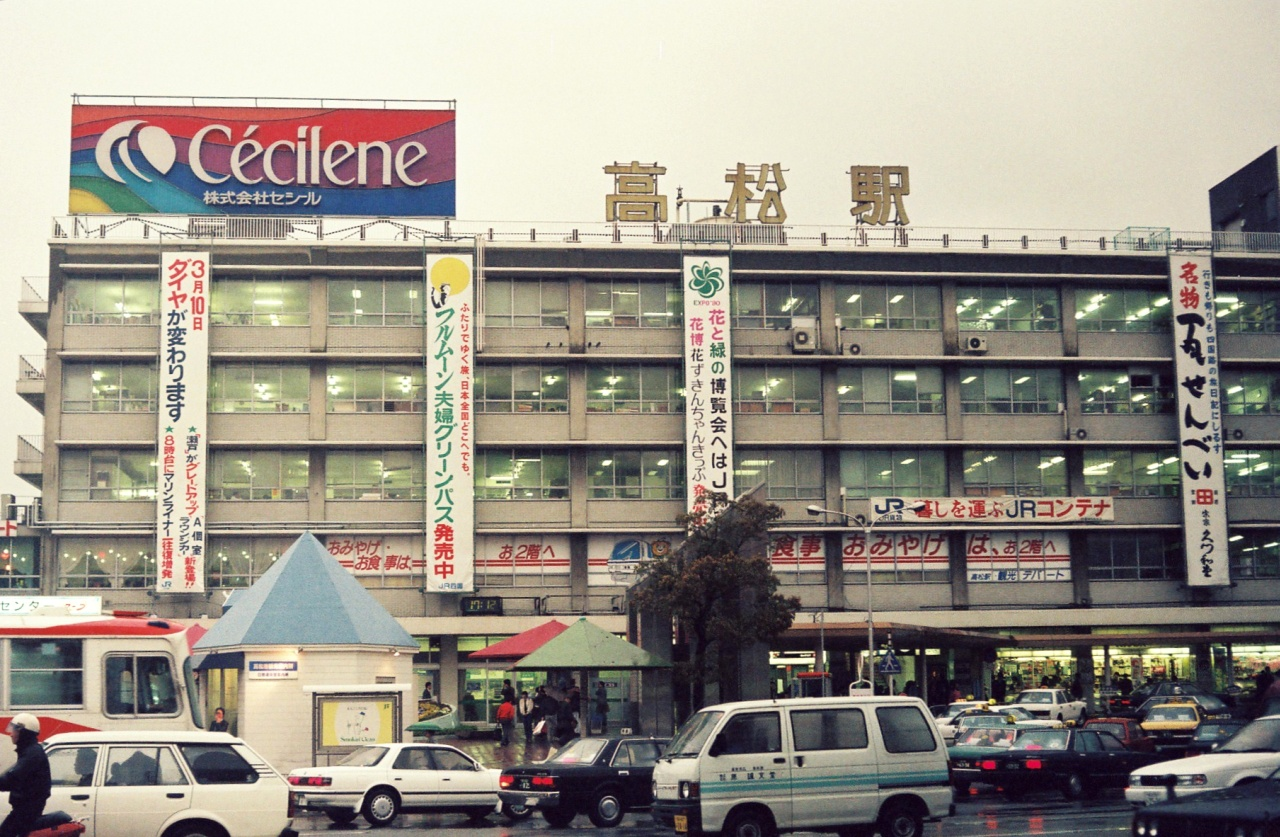
四国総局庁舎（旧・高松駅駅舎。のちJR四国本社、JR貨物関西支社四国支店。現存せず）

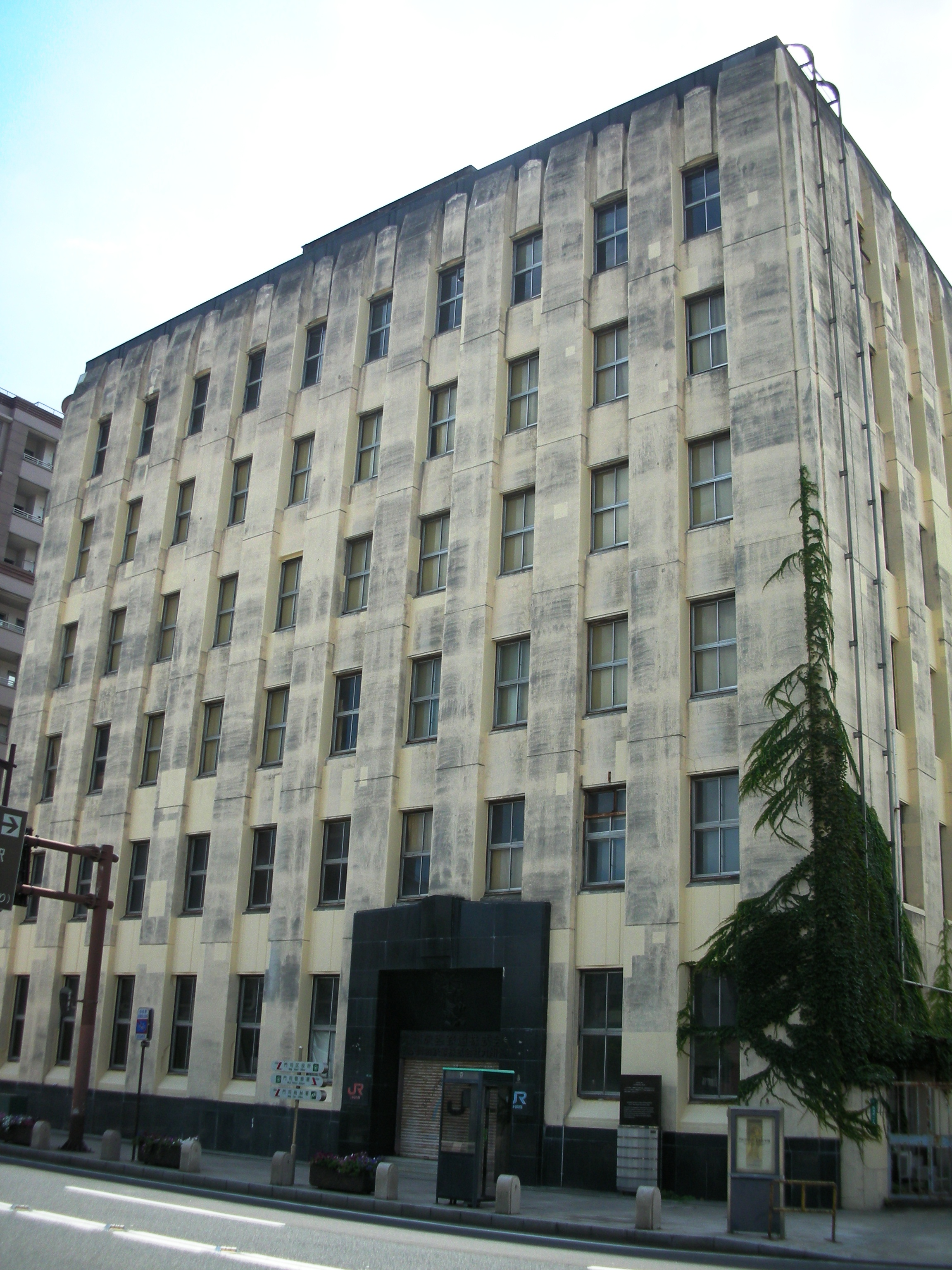
門司鉄道管理局・九州総局庁舎（のちJR九州第一庁舎。現・北九州市保有）

1970年8月15日（昭和45年）には中間組織の簡素化を図るため、支社制度が廃止され、本州における地方機関は本社直轄となった。一方で北海道・九州・四国については地方経営の独自性を認めて総局とし、さらに新幹線を管轄する東海道新幹線総局（のち新幹線総局）を加えて4つの総局が置かれた。
本州には東北支社、中部支社、関西支社があった仙台・名古屋・大阪に駐在理事室（仙台・名古屋・大阪）と輸送計画室（東北・中部・関西）を置いて業務を承継した。旧支社に引き続き、北海道総局は札幌、旭川、釧路、青函、九州総局は門司、熊本、鹿児島、大分の各鉄道管理局を総括した。四国総局はエリアが小さいため、支社時代から鉄道管理局の業務を統合し兼務した。
分割民営化を視野に入れた国鉄再建監理委員会提言に基づく1985年3月20日の組織改正で、北海道・九州両総局は総局所在地の札幌、門司の両鉄道管理局を統合して業務を兼ねたほか、本州の3駐在理事室は廃止、3輸送計画室は仙台、名古屋、大阪の各鉄道管理局内に設けた企画調整室・輸送計画室に統合した。
また総局と同等の地方機関として、支社制廃止時に東京3局（東京南、東京北、東京西鉄道管理局）管内の運輸・予算・投資など一部の業務に限って一括して所管する首都圏本部を設置した ほか、1981年4月には東北・上越新幹線の輸送指令業務を所管する東北・上越新幹線総合指令本部を設けた。
本項で述べる地方機関としての「総局」が設けられる以前に、本社部局の「新幹線総局」が設置された時期がある（1960年4月11日 - 1963年7月31日）。本社幹線局を改称したもので、東海道新幹線の建設事業を所管した。

#### 新幹線総局の「輪切り」問題
新幹線総局（幹総局）は東海道・山陽新幹線のうち、輸送指令業務のほか、駅を除く路線と現業機関を管轄し、各駅の場内区間と構内、営業業務は、新幹線の各区間に対応する在来線の地元鉄道管理局が管轄した。
山陽新幹線岡山開業直後の1973年、国鉄本社は「鳥飼事故」などの重大なトラブルが多発していた幹総局に対し、その後も予定されていた全国新幹線網の拡大にともなって見込まれる組織の肥大化と、国鉄部内における彼らの権限の際限ない拡大を問題視した。本社は山陽新幹線博多開業（1975年3月10日）に合わせて、西日本の各区間に対応する在来線を管轄する岡山以西の各鉄道管理局に同区間の路線および現業機関も管轄させ、幹総局から業務と権限を切り離す「輪切り」 を実施することを検討し、岡山、広島、門司の各鉄道管理局内に新幹線開業準備室を設置して調整にあたった。
しかし本社と3鉄道管理局による改革の試みは、1974年4月20日付で広島管理部（福山・三原間－新下関・小倉間管轄）および九州管理部（新下関・小倉間 - 博多管轄）を幹総局の下に設置する形にとどまり、幹総局は所管を山陽新幹線全線に拡げることになった。
本社がねらった幹総局肥大化阻止はのち、東北・上越新幹線を幹総局に所管させない形で実現した。国鉄内部の幹総局閥の介入を防ぐため、本社直轄として人事の時点から完全に幹総局から切り離した東北・上越新幹線総合指令本部が輸送指令業務を所管するほかは、全区間を各区間に対応する在来線所管の鉄道管理局の管轄とした。
本社はその後も、東海道・山陽新幹線の所管についても鉄道管理局に完全に移す「新幹線総局解体」をなお検討していたが、同時期から急展開した分割民営化への動きによって妨げられる形となり、幹総局閥はほぼ無傷で東海旅客鉄道（JR東海）の新幹線運行本部（現・新幹線鉄道事業本部）となった。
一方、広島・九州両管理部を母体とする山陽新幹線区間を承継した西日本旅客鉄道（JR西日本）では1988年、かつての国鉄本社の「輪切り」構想に準じ、各区間に対応する在来線所管支社への新幹線業務の移管を行ったが、旧幹総局閥であるJR東海側から強い批判を受けつづけ、結局JR西日本は2007年、JR福知山線脱線事故による安全対策の見直しを理由に新幹線管理本部（現・山陽新幹線統括本部）を設け、幹総局時代と同様の形態に復した。
しかしJR西日本は、国鉄本社が構築した新幹線の管理体制を持つ東日本旅客鉄道（JR東日本）と相互運用を行う北陸新幹線金沢開業（2015年）においては、東北・上越新幹線と同様に、当該区間に対応する在来線を所管していた金沢支社の管轄とし、JR東海との人事および業務の両面での密接な関係が避けられない新幹線管理本部には関与させなかった。JR西日本はその後の組織改正においても管内の新幹線事業を山陽新幹線統括本部と金沢支社として事実上分離した形態を堅持している。

## 総局・鉄道管理局一覧
日本国有鉄道の廃止日（1987年3月31日）時点で置かれていた総局・鉄道管理局は次のとおり。
民営化以降の地方組織体制については各旅客鉄道会社および貨物鉄道会社の当該項目を参照のこと。

### 東海道・山陽新幹線
- 新大阪駅東方場外より東側[注釈 3] を東海旅客鉄道（JR東海）に、新大阪駅西方場外より西側を西日本旅客鉄道（JR西日本）に承継

| 新幹線総局 | 幹 | - 1964年4月1日 東海道新幹線支社発足。 - 1970年8月15日 支社制度廃止で東海道新幹線総局に改称。 - 1972年3月15日 山陽新幹線開業により新幹線総局に改称。 |

※民営化時に駅構内を所管する在来線の鉄道管理局と新幹線の承継会社が異なった9駅 では、1987年3月1日に各駅構内を在来線部門と新幹線部門に分離し、新幹線側は承継時まで「新幹線準備駅」の扱いとした

### 北海道地方
（旧北海道支社管内）
- 北海道旅客鉄道（JR北海道）および日本貨物鉄道（JR貨物）北海道支社に承継

| 釧路鉄道管理局     | 釧 | - 1949年9月20日 札幌鉄道局の釧路管理部管内を分離し釧路鉄道局発足。 - 1950年1月10日 釧路鉄道局を改組し試験的に管理局制採用して釧路鉄道管理局発足。 |
| 旭川鉄道管理局     | 旭 | - 1949年9月20日 札幌鉄道局の旭川管理部・北見管理部・稚内管理部管内を分離し旭川鉄道局発足。 - 1950年1月10日 旭川鉄道局を改組し試験的に管理局制採用して旭川鉄道管理局発足。 |
| 北海道総局         | 札 | - 1949年9月20日 札幌鉄道局管内の函館船舶管理部を除く 札幌、室蘭、函館の各管理部を廃止。 - 1950年1月10日 札幌鉄道局を改組し試験的に管理局制採用して札幌鉄道管理局発足。 - 1970年8月15日 支社制度廃止にともない北海道支社を北海道総局に改称し札幌鉄道管理局を統合。 - 1976年12月1日 北海道総局から札幌鉄道管理局分離。 - 1985年3月20日 札幌鉄道管理局を北海道総局に統合。 |
| 青函船舶鉄道管理局 | 函 | - 1950年8月1日 札幌鉄道管理局函館船舶管理部・旧函館管理部管内および仙台鉄道局青森管理部を改組し青函鉄道管理局発足（略号標記“青”）。 - 1952年8月5日 青森駅桟橋を除く青森県内路線を盛岡局に移管。 - 1955年7月5日 青函船舶鉄道管理局に改称。 - 1959年6月23日 「車両塗色及び標記方式規程」の一部改正に伴い略号標記を“函”に変更。                                            |

### 東北地方
（旧東北支社管内）
- 東日本旅客鉄道（JR東日本）および日本貨物鉄道（JR貨物）東北支社に承継

| 盛岡鉄道管理局 | 盛 | - 1950年8月1日 仙台鉄道局盛岡管理部を改組し発足。             |
| 秋田鉄道管理局 | 秋 | - 1950年8月1日 新潟鉄道局秋田管理部・山形管理部を改組し発足。 |
| 仙台鉄道管理局 | 仙 | - 1950年8月1日 仙台鉄道局仙台管理部・福島管理部を改組し発足。 |

### 関東・新潟地方
（旧関東支社・新潟支社管内）
- 東日本旅客鉄道（JR東日本）および日本貨物鉄道（JR貨物）関東支社に承継

※東京南鉄道管理局については所管する東京・新横浜・小田原・熱海の各駅新幹線部門を東海旅客鉄道（JR東海）に承継
| 東京北鉄道管理局 | 北 | - 1950年8月1日 東京鉄道局新橋管理部・上野管理部・八王子管理部および名古屋鉄道局甲府管理部を改組し東京鉄道管理局発足（略号標記“東”）。 - 1969年3月1日 東鉄再編にともない東北本線関係を所轄として発足。 |
| 東京南鉄道管理局 | 南 | - 1950年8月1日 東京鉄道局新橋管理部・上野管理部・八王子管理部および名古屋鉄道局甲府管理部を改組し東京鉄道管理局発足。 - 1969年3月1日 東鉄再編にともない東海道本線関係を所轄として発足。 - 1987年3月1日、東海道本線熱海 - 函南間の局界を丹那トンネル函南方から熱海方（伊東線来宮駅付近）に、御殿場線国府津 - 下曽我間の局界を国府津寄りに変更し静岡局（→JR東海）に移管。 |
| 東京西鉄道管理局 | 西 | - 1950年8月1日 東京鉄道局新橋管理部・上野管理部・八王子管理部および名古屋鉄道局甲府管理部を改組し東京鉄道管理局発足。 - 1968年3月1日 八王子管理所を設置し中央本線沿線7線区について管理局の権限移管。 - 1969年3月1日 東鉄再編にともない中央本線関係を所轄として発足。 - 1987年3月1日 身延線善光寺 - 金手間の局界を金手 - 甲府間に変更し静岡局（→JR東海）に移管。         |
| 高崎鉄道管理局   | 高 | - 1950年8月1日 東京鉄道局高崎管理部・宇都宮管理部を改組し発足。 - 1969年3月1日 東北本線関係を新設の東京北局に移管。 |
| 水戸鉄道管理局   | 水 | - 1950年8月1日 東京鉄道局水戸管理部・宇都宮管理部を改組し発足。 |
| 千葉鉄道管理局   | 千 | - 1950年8月1日 東京鉄道局千葉管理部を改組し発足。 |
| 新潟鉄道管理局   | 新 | - 1950年8月1日 新潟鉄道局新津管理部を改組し発足。 - 1959年4月8日 組織改正で新潟支社設置。 - 1960年8月1日 新潟鉄道管理局を新潟支社に統合。 - 1970年8月20日 支社制度廃止にともない新潟鉄道管理局に改称。 - 1987年3月1日 北陸本線谷浜 - 直江津間の局界を直江津寄りに変更し金沢局（→JR西日本）に移管。                                                                      |

### 中部地方
（旧中部支社管内）
- 下記1局は東日本旅客鉄道（JR東日本）および日本貨物鉄道（JR貨物）関東支社に承継

| 長野鉄道管理局 | 長 | - 1950年8月1日 新潟鉄道局長野管理部を改組し発足。 - 1975年12月1日 中央本線甲府 - 竜王間の局界を小淵沢 - 信濃境間に変更し東京西局に移管。 - 1987年3月1日 飯田線宮木 - 辰野間の局界を辰野寄りに変更し静岡局（→JR東海）に、中央本線田立 - 坂下間の局界を塩尻 - 洗馬間に変更し名古屋局（→JR東海）に、大糸線北小谷 - 平岩間の局界を南小谷 - 中土間に変更し金沢局（→JR西日本）に移管。 |

- 下記2局は東海旅客鉄道（JR東海）および日本貨物鉄道（JR貨物）東海支社に承継

| 静岡鉄道管理局   | 静 | - 1950年8月1日 名古屋鉄道局静岡管理部を改組し発足。 |
| 名古屋鉄道管理局 | 名 | - 1950年8月1日 名古屋鉄道局名古屋管理部を改組し発足。 - 1987年3月1日 東海道本線米原 - 彦根間の局界を醒ケ井 - 米原間に変更し米原駅を大阪局（→JR西日本）に移管。 |

- 下記1局は西日本旅客鉄道（JR西日本）および日本貨物鉄道（JR貨物）関西支社に承継

| 金沢鉄道管理局 | 金 | - 1950年8月1日 名古屋鉄道局金沢管理部・敦賀管理部を改組し発足。 - 1987年3月1日 高山本線杉原 - 猪谷間の局界を猪谷寄りに変更し名古屋局（→JR東海）に移管。 |

### 近畿・中国地方
（旧関西支社・中国支社管内）
- 西日本旅客鉄道（JR西日本）および日本貨物鉄道（JR貨物）関西支社に承継

※大阪鉄道管理局については所管する米原・京都・新大阪の各駅新幹線部門を東海旅客鉄道（JR東海）関西支社に承継
| 大阪鉄道管理局   | 大 | - 1950年8月1日 大阪鉄道局大阪管理部・姫路管理部を改組し発足。 |
| 天王寺鉄道管理局 | 天 | - 1950年8月1日 大阪鉄道局湊町管理部・天王寺管理部・松阪管理部を改組し発足。 - 1987年3月1日 関西本線井田川 - 亀山間の局界を亀山 - 関間に変更、紀勢本線鵜殿 - 新宮間に局界を新設し、亀山駅と紀勢本線亀山 - 新宮間、名松線全線、参宮線全線を名古屋局（→JR東海）に移管。 |
| 福知山鉄道管理局 | 福 | - 1950年8月1日 大阪鉄道局福知山管理部・姫路管理部を改組し発足。 |
| 岡山鉄道管理局   | 岡 | - 1950年8月1日 広島鉄道局岡山管理部および大阪鉄道局姫路管理部を改組し発足。 |
| 米子鉄道管理局   | 米 | - 1950年8月1日 大阪鉄道局米子管理部および広島鉄道局下関管理部を改組し発足。 |
| 広島鉄道管理局   | 広 | - 1950年8月1日 広島鉄道局広島管理部・下関管理部を改組し発足（略号標記“廣”）。 - 1959年4月8日 組織改正で中国支社設置。 - 1959年6月23日 「車両塗色及び標記方式規程」に基づき略号標記を“広”に改正。 - 1960年7月29日 広島鉄道管理局を中国支社に統合（略号標記“中”）。 - 1970年8月15日 支社制度廃止にともない広島鉄道管理局に改称（略号標記“広”）。 - 1987年3月1日 山陽本線下関 - 門司間の局界を下関寄りに変更し九州総局（→JR九州）に移管。 |

### 四国地方
（旧四国支社管内）
- 四国旅客鉄道（JR四国）および日本貨物鉄道（JR貨物）関西支社に承継

| 四国総局 | 四 | - 1945年6月19日 （運輸省鉄道総局）広島鉄道局高松管理部を四国鉄道局に昇格。 - 1950年4月1日 四国鉄道局を改組し試験的に管理局制採用して四国鉄道管理局発足。 - 1959年4月8日 組織改正で四国支社に改組。 - 1970年8月15日 支社制度廃止にともない四国支社を四国総局に改称。 |

### 九州地方
（旧九州支社管内）
- 九州旅客鉄道（JR九州）および日本貨物鉄道（JR貨物）九州支社に承継

※九州総局については所管する小倉・博多の各駅新幹線部門を西日本旅客鉄道（JR西日本）に承継
| 九州総局         | 門 | - 1950年8月1日 門司鉄道局門司管理部・長崎管理部・鳥栖管理部および広島鉄道局下関管理部を改組し門司鉄道管理局発足。 - 1970年8月15日 支社制度廃止にともない九州支社を九州総局に改称。 - 1985年3月20日 門司鉄道管理局を九州総局に統合。 |
| 大分鉄道管理局   | 分 | - 1950年8月1日 門司鉄道局大分管理部・宮崎管理部を改組し発足。 |
| 熊本鉄道管理局   | 熊 | - 1950年8月1日 門司鉄道局熊本管理部を改組し発足。 |
| 鹿児島鉄道管理局 | 鹿 | - 1950年8月1日 門司鉄道局鹿児島管理部・宮崎管理部を改組し発足。 |

### 鉄道管理局級の地方機関
日本国有鉄道では鉄道管理局のほか、地方自動車局・部、工事局、および一部の工事事務所や工場などを鉄道管理局と同等の地方機関とし、本社または総局の下に置いた。各機関の長の地位は鉄道管理局長と同等であった。1987年3月現在の体制は次の通り。このうち地方自動車部・局は独立採算制を取っていた。

#### 本社管轄
- 地方自動車局（関東地方自動車局・中部地方自動車局・近畿地方自動車局・中国地方自動車局）
- 地方自動車部（東北地方自動車部）
- 地方資材部（関東地方資材部・関西地方資材部）
- 工場（大宮工場・大井工場・大船工場）
- 工事局（東京第一工事局・東京第二工事局・東京第三工事局・大阪工事局）
- 工事事務所（信濃川工事事務所）
- 建築工事局（東京建築工事局）
- 給電管理局（東京給電管理局）
- 電気工事局（東京電気工事局・大阪電気工事局）
- システム開発工事局（東京システム開発工事局）

#### 北海道・九州総局管轄
- 地方自動車部（北海道地方自動車部・九州地方自動車部）
- 地方資材部（北海道地方資材部・九州地方資材部）
- 工場（苗穂工場・小倉工場）
- 工事事務所（札幌工事事務所）
- 電気工事事務所（門司電気工事事務所）

#### 新幹線総局管轄
- 管理部（広島管理部・九州管理部）
- 総合車両部（博多総合車両部）
- 工場（浜松工場）
- 工事事務所（下関工事事務所）

## 運輸区・管理所制度
閑散線区の合理化を目指し、当該線区の現業機関に鉄道管理局の権限の一部を与えた「線区別経営」を行うため、日本国有鉄道が1950年代に導入した制度である。
運輸区は当該線区の営業（駅務）と運輸業務を統合した現業機関で、管理所は運輸区の営業・運輸業務に加え、保線・信号通信業務なども統合した現業機関である。鉄道管理局再編の試行として大幅に管理局の権限を移したケースもあった（1968年、八王子管理所）。ともに民営化後の各旅客鉄道で導入された「運輸区」「鉄道部」「鉄道営業所」などの現業機関の原型となった。
1954年に運輸区を久留里線（木更津運輸区）と木原線（大原運輸区）に、1956年に管理所を仙石線（仙石線管理所）にそれぞれ設置。いずれも一定の成果を挙げたため、1958年以降、各地の閑散線区で設置が進み、ピーク時には運輸区が38線区、管理所が30線区に設けられたが、1970年までに廃止された。

## 日本国有鉄道発足以前の地方機関

### 帝国鉄道管理局
官設鉄道（国鉄）事業を行う逓信省外局機関として1907年4月1日に発足した帝国鉄道庁は、全国の現業官署を管轄する地方官署として初めて「帝国鉄道管理局」を設置した。
鉄道国有法（1906年）で国鉄網が拡大したことにともなう業務量の増大に対処するもので、「帝国鉄道庁官制」（明治40年勅令第26号）に基づき、北海道・九州の2帝国鉄道管理局を設置して、買収した北海道炭礦鉄道および九州鉄道の業務を承継した。両管理局の下には現業機関を直接管轄する「運輸事務所」（車両管理および列車運行関係機関を所管）および「保線事務所」（路線および施設の保守管理関係機関を所管）の各事務所が初めて設けられた。本州には局を設けなかったが、「営業事務所」、「建設事務所」、「出納事務所」の各事務所を設置した。

### 鉄道管理局（鉄道院）

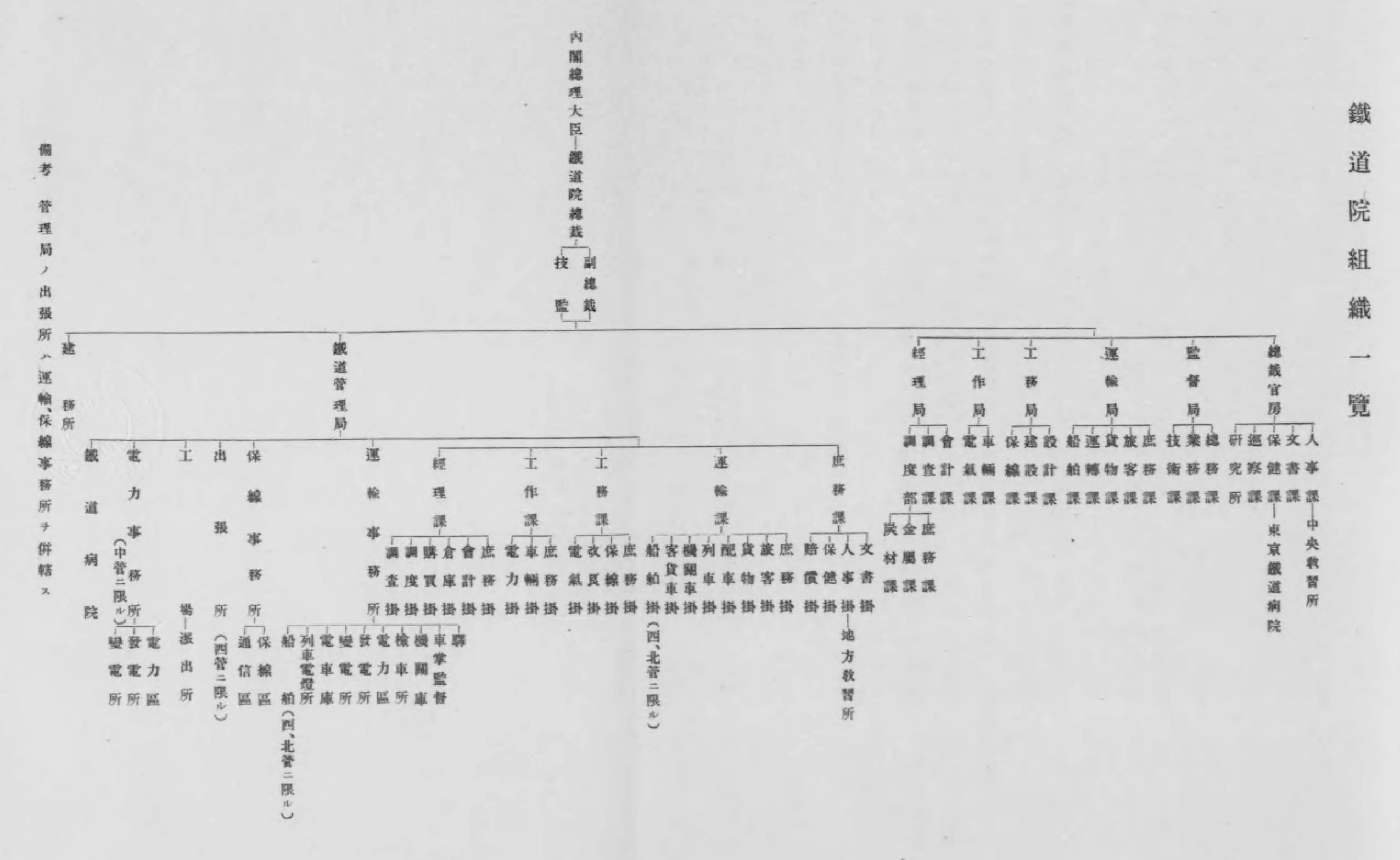
鉄道院 組織図（1920年）

帝国鉄道庁は1908年12月5日に鉄道監督行政官庁の逓信省鉄道局と統合され、内閣直轄の鉄道院となった。鉄道院は全国に「鉄道管理局」を設置し、帝国鉄道庁時代の事務所を「運輸事務所」、「保線事務所」および「出納事務所」、「工場」に再編して鉄道管理局の下に置いた。また鉄道管理局と別に建設事務所および出張所を設けた。
| 北海道鉄道管理局（北管） 局所在地・札幌                 |              |
| 所管                                                    | 北海道       |
| 東部鉄道管理局（東管） 局所在地・上野（1915年以降東京） |              |
| 所管                                                    | 東北線       |
| 中部鉄道管理局（中管） 局所在地・新橋（1915年以降東京） |              |
| 所管                                                    | 東海道線     |
| 西部鉄道管理局（西管） 局所在地・神戸                   |              |
| 所管                                                    | 山陽線・四国 |
| 九州鉄道管理局（九管） 局所在地・門司                   |              |
| 所管                                                    | 九州         |

のちの官制改正で北管は青函航路も所管。1913年5月5日の鉄道院官制改正で東京、神戸、九州、北海道の4管理局に一時再編されたものの翌年の官制改正で旧に復したのち、1919年5月1日官制改正で札幌、仙台、東京、名古屋、神戸、門司の6鉄道管理局に改組された。

### 鉄道局

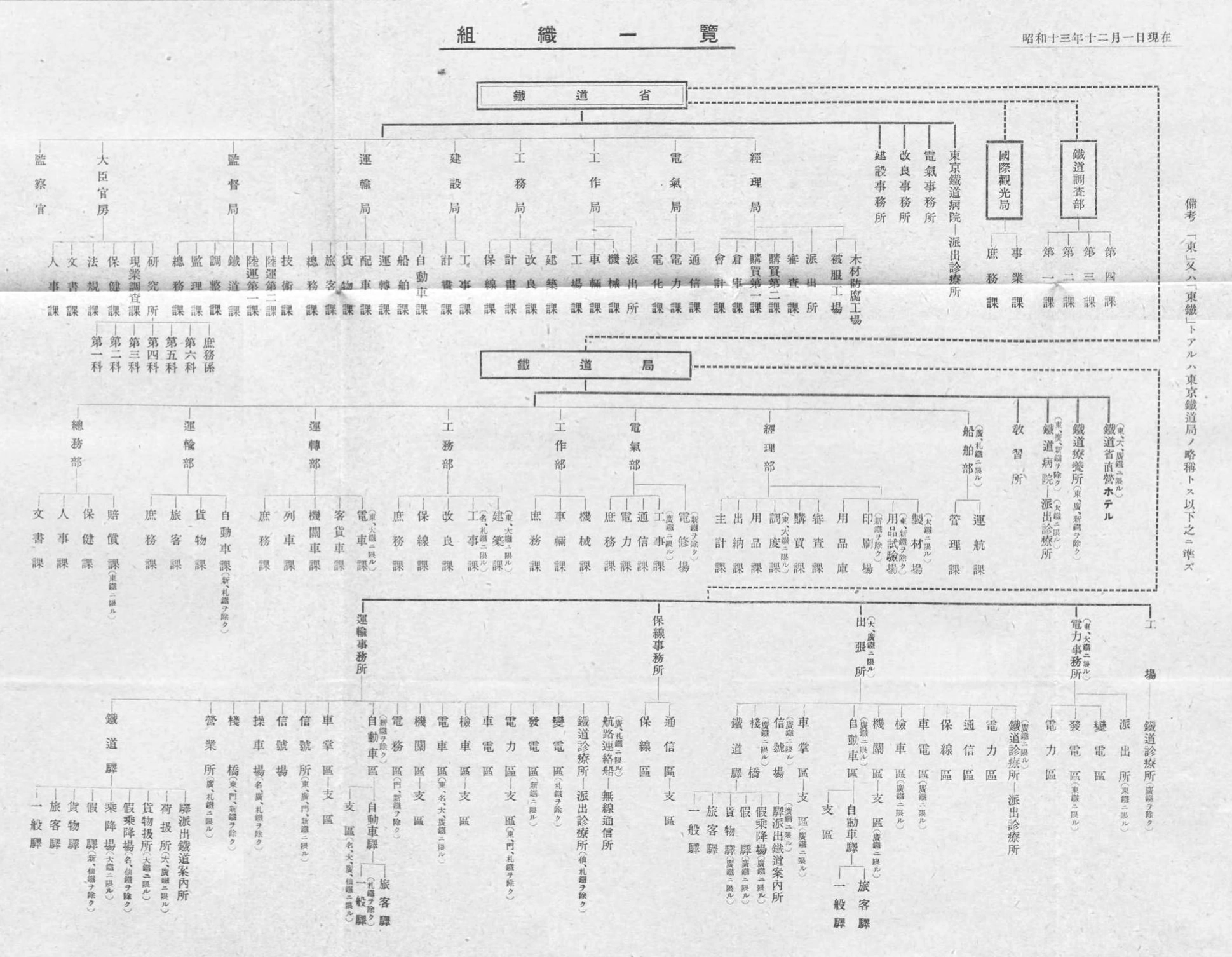
鉄道省 組織図（1938年12月1日時点）

1920年5月15日に実施された鉄道院の鉄道省昇格に伴い、各鉄道管理局は「鉄道局」に改称した。

第一条　鉄道局は鉄道大臣の管理に属しその管轄区域内に於ける国有鉄道の現業事務及其の付帯業務を掌る。鉄道局は鉄道大臣の指定する鉄道の建設、改良または工作に関する事務を掌る
—鉄道局官制（大正9年5月15日 勅令145号）
| 札幌鉄道管理局（札管）→札幌鉄道局（札鉄） 局所在地・札幌       |                                                                 |
| 所管                                                           | 北海道および青函航路・稚泊航路                                  |
| 仙台鉄道管理局（仙管）→仙台鉄道局（仙鉄） 局所在地・仙台       |                                                                 |
| 所管                                                           | 東北線白河以北                                                  |
| 東京鉄道管理局（東管）→東京鉄道局（東鉄） 局所在地・新橋       |                                                                 |
| 所管                                                           | 東北線白河以南、東海道御殿場以東、信越線および中央線塩尻以東    |
| 名古屋鉄道管理局（名管）→名古屋鉄道局（名鉄） 局所在地・名古屋 |                                                                 |
| 所管                                                           | 東海道御殿場-米原間、中央線塩尻以西、北陸線および関西線亀山以東 |
| 神戸鉄道管理局（神管）→神戸鉄道局（神鉄） 局所在地・神戸       |                                                                 |
| 所管                                                           | 東海道米原以西、山陽線柳井津以東および関西線亀山以西、四国      |
| 門司鉄道管理局（門管）→門司鉄道局（門鉄） 局所在地・門司       |                                                                 |
| 所管                                                           | 山陽線柳井津以西および九州、関門および関釜航路                  |

のち1928年に神戸鉄道局が大阪に移転し大阪鉄道局に改称したほか、広島鉄道局（1935年）、新潟鉄道局（1936年）、樺太鉄道局（1943年）、四国鉄道局（1945年）がそれぞれ新設された。鉄道局は1939年8月30日 には管内の地方鉄軌道、自動車の免許および認可、運賃および料金に関する陸運監督行政全般を所管する地方官署となったが、それらの行政業務は日本国有鉄道発足時に運輸省に新設された地方陸運局に分離移管された。旭川、釧路、札幌、四国での鉄道管理局制の試験導入に先立ち、1949年9月20日に札幌鉄道局から釧路鉄道局および旭川鉄道局を分離新設したのち、1950年7月31日に廃止された。

## 民営化時の組織改編
分割民営化にともない、鉄道管理局の各部課業務は旅客・貨物別に分割され、各旅客・貨物鉄道会社の「支社」および「支店」に改編承継された。さらにその後、各社が度重ねて独自の組織改編や支社境変更を行ったため、現在は国鉄時代の体制との厳密な比較はできない。
このうち東京（首都圏本部・東京3局）および大阪（大阪局・天王寺局・福知山局）の旅客鉄道会社承継業務について、国鉄本社の東日本会社設立準備室と西日本会社設立準備室は、列車運行業務と駅務などの営業・関連事業業務を切り離すことを決め、各局の運転部、施設部、電気部の関係業務について新設の「運行本部」に統合承継させた。1987年（昭和62年）4月1日の新会社発足と同時に、首都圏本部運転部などを分離改編した「東京圏運行本部」（略号"東"）をJR東日本に、大阪・天王寺・福知山局の各運転部などを分離改編した「近畿圏運行本部」（略号"近"）をJR西日本に設置した。
しかし両社とも業務の効率化を目的に、民営化後まもなく運行本部を廃止して営業部門と再統合した。東京圏運行本部は1990年（平成2年）9月に、首都圏本部営業部などを前身とする東京圏営業本部と統合して東京地域本社に改組、近畿圏運行本部は1987年（昭和62年）10月にJR西日本鉄道事業本部と福知山支店・和歌山支店（のちに支社格上げ）に改組された。

## その他
- 国鉄・JRの各駅に付与されている事務管理コードの上二桁は、国鉄の鉄道管理局によって区別されていた。民営化前後の組織改編に伴い、一部駅では事務管理コードに変更があったが、現在もJRの支社区分によって区別されている。